# 林正儀
林 正儀（はやし まさのり、1945年 - ）は、日本のオーディオ評論家。

## 来歴・人物
福岡県出身。神奈川県立平塚高等学校、工学院大学工学部を卒業後、日本ビクター株式会社（現・株式会社JVCケンウッド）に入社。横浜研究所に数年間勤務したのち退社、高校の技術科教師となり、県立横須賀工業高校、および母校である平塚工業高校や県立平塚西工技高校などの教諭を歴任。2001年に退職。
在任中よりオーディオ機器関係の、主に技術的側面からの評論記事を月刊AV REVIEWなどの専門誌に寄稿する。現在は評論・執筆活動の他、日本工学院専門学校講師。自宅試聴室のレファレンス・スピーカーとしてMONITORAUDIOのPlatinumシリーズ、PL300（シリアルNO.1）を使用している。
AES会員。神奈川県足柄上郡在住。

## 主な著書
- 「AV新時代を拓く　レーザービジョン ディスク入門」（1985年、啓学出版）
- 「初歩のディジタル回路1」（宮本義博共著、1985年、技術評論社）
- 「ビデオとビデオディスクプレーヤーの選び方」（1986年、音楽之友社）
- 「実験例で学ぶディジタル・テスター活用法」（西村敏雄共著、1987年、啓学出版）
- 「最新AV入門」（1990年、啓学出版）
- 「放送技術80年のドラマ」（村瀬孝矢共著、2003年、毎日コミュニケーションズ）
- 「イラスト・図解電気の『なぜ』と『しくみ』がよくわかる本」（相原隆文共著、2004年、技術評論社）